# Nothomitra
Nothomitra is een geslacht van schimmels behorend tot de familie Leotiaceae. De typesoort is Nothomitra cinnamomea.

## Soorten
Volgens Index Fungorum telt dit geslacht twee soorten (peildatum februari 2022):
| Soortnaam           | Auteur(s)   | Publicatiejaar |
| ------------------- | ----------- | -------------- |
| Nothomitra kovalii  | Raitv.      | 1971           |
| Nothomitra sinensis | W.Y. Zhuang | 1997           |